# Günter Duffrer
Günter Duffrer (* 13. Juli 1922 in Bingen; † 20. Oktober 2011 in Mainz) war Dompräbendat, Professor für Pastoralliturgie und Autor von Büchern mit kirchlichen Themen.

## Leben
Duffrer studierte nach dem Abitur 1940 Katholische Theologie in Mainz und besuchte zwei Jahre lang das Mainzer Priesterseminar, bevor er 1942 zum Militärdienst eingezogen wurde. Nach seiner Heimkehr nahm er unmittelbar nach dem Krieg das Theologiestudium an der durch die französische Administration (→ Raymond Schmittlein) wiedergegründeten Mainzer Universität auf. Am 25. Juli 1948 wurde Duffrer durch Bischof Albert Stohr in Mainzer Dom zum Priester geweiht. Seine ersten Kaplansstellen waren in Oppenheim und Bad Nauheim. 1953 berief ihn Stohr als bischöflichen Sekretär, was er bis 1958 blieb.
Einen Studienaufenthalt an der Päpstlichen Universität Gregoriana schloss er 1961 mit der Promotion zum Doktor der Theologie ab. Er promovierte zur pastoralliturgischen Bestrebung des Mainzer Regens Markus Adam Nickel im Mainz des 19. Jahrhunderts mit Auf dem Weg zu liturgischer Frömmigkeit.
Er war von 1962 bis 1976 Lehrbeauftragter für Homiletik und Rubrizistik und übernahm zugleich die Aufgabe des Spirituals im Mutterhaus der Schwestern von der Göttlichen Vorsehung (Mainz) in Mainz. Er war seit 1964 Dozent für Pastoralliturgie am Bischöflichen Seminar für Gemeindepastoral und Religionspädagogik (später Fachakademie) in Mainz und lehrte seit 1972 Pastoralliturgie an der Katholischen Fachhochschule Mainz. Dies tat er bis zu seiner Entpflichtung im Jahr 1988.
Mehr als ein Jahrzehnt war Günter Duffrer im Institut für Kirchenmusik Mainz als Geistlicher Beirat und Dozent für Liturgik tätig. Zusammen mit Heinrich Rohr schulte er viele Kantoren und Kantorinnen. Von diesen Aufgaben wie auch als Diözesanpräses der Kirchenchöre im Bistum Mainz wurde er erst im Oktober 1997 entpflichtet.

## Werke
- Geistlich leben aus dem Gottesdienst; Mainz, Bischöfliches Ordinariat, Abt. Publ., 2002
- Ein Leben für die singende Gemeinde; Mainz, Bischöfliches Ordinariat, Abt. Öffentlichkeitsarbeit, 1997
- Sing-Psalter; Alle 150 Psalmen zum Singen eingerichtet von Heinrich Rohr, Freiburg im Breisgau, Christophorus-Verlag, 1982